# Queen for Seven Days
Queen for Seven Days (hangul: 7일의 왕비; rr: 7 Ileui Wangbi; lit: Rainha por Sete Dias) é uma série de televisão sul-coreana, exibida pela KBS2 de 31 de maio a 3 de agosto de 2017 com um total de vinte episódios. É estrelada por Park Min-young como a Rainha Dangyeong de Joseon, com Yeon Woo-jin e Lee Dong-gun. Seu enredo é baseado em uma lenda da Dinastia Joseon, sobre a história de amor entre o rei Jungjong e a rainha Dangyeong, que foi coroada e deposta em um período de tempo de sete dias.

## Enredo
Lee Yoong (Ahn Do-gyu / Lee Dong-gun) filho de uma concubina com o antigo rei, é coroado o décimo rei da Dinastia Joseon, contra a vontade de seu falecido pai, que almejava que ele entregasse o trono para seu meio-irmão mais novo, o Príncipe herdeiro Lee Yeok (Baek Seung-hwan / Yeon Woo-jin), quando o mesmo completasse a maioridade. Em uma tentativa de manter sua estabilidade de regência, o agora Rei Yeonsangun, decide casar o príncipe com Shin Chae-kyung (Park Si-eun / Park Min-young), a filha do secretário real e seu ministro mais leal, além de irmão da Rainha Shin (Song Ji-in), como uma forma de controlar o príncipe herdeiro. Chae-kyung e Lee Yeok, antes mesmo da decisão, já haviam estabelecido uma relação de amizade, entretanto, o relacionamento do casal se relaciona diretamente com a animosidade cada vez mais crescente entre os irmãos em uma luta pelo trono.

## Elenco

### Principal
- Park Min-young como Shin Chae-kyung, mais tarde Rainha Dangyeong
  - Park Si-eun como Shin Chae-kyung jovem
- Yeon Woo-jin como Lee Yeok, também conhecido como Príncipe Jinseong-daegun e "Nak-cheon"; mais tarde Rei Jungjong
  - Baek Seung-hwan como Lee Yeok jovem
- Lee Dong-gun como Lee Yoong, também conhecido como Rei Yeonsangun
  - Ahn Do-gyu como o então príncipe Lee Yoong

### Estendido

#### Famíla Real
- Do Ji-won como Rainha Jeonghyeon, mãe de Lee Yeok
- Song Ji-in como Rainha Shin e primeira esposa de Lee Yoong
- Son Eun-seo como a concubina Jang Nok-soo

#### Ministros
- Jang Hyun-sung como Shin Soo-geun, irmão mais velho da Rainha Shin e pai de Chae-kyung
- Kang Shin-il como Im Sa-hong, conselheiro mais próximo de Lee Yoong
- Park Won-sang como Park Won-jong
- Yoo Hyung-kwan como Ryu Sunjeong
- Yoo Seung-bong como Ryu Jagwang
- Lee Hwa-ryong como Sung Hee-an

#### Recorrentes
- Kang Ki-young como Jo Kwang-oh, melhor amigo de Lee Yeok
  - Jung Yoo-ahn como Jo Kwang-oh jovem
- Kim Min-ho como Baek Suk-hee, amigo de Lee Yeok
  - Jo Byung-gyu como Baek Suk-hee jovem
- Hwang Chan-sung como Seo Noh, guardião pessoal de Lee Yeok
  - Choi Min-young como Seo Noh jovem
- Kim Ki-chun como Mak Gae, pai de Seo No
- Yoo Min-kyu como Ki Ryong, como guardião pessoal de Lee Yoong
- Go Bo-gyeol como Yoon Myung-hye, sobrinha de Park Won-jong
  - Park Seo-yeon como Yoon Myung-hye jovem
- Kim Jung-yeong como Lady Kwon, mãe de Chae-kyung
- Uhm Hye-ran como babá pessoal de Chae-kyung
- Choi Seung-kyung como o Eunuco Kim
- Kim Jung-hak como o Rei Seongjong

## Produção
Em março de 2017, foi anunciado que a atriz park Min-young iria trabalhar novamente com o diretor Lee Jung-sub em Queen for Seven Days. Eles já haviam trabalhado anteriormente juntos em Glory Jane (2011) e Healer (2014-15). A série tornou-se a primeira produção da Monster Union, uma empresa de conteúdo independente criada pela KBS em julho de 2016.
A primeira leitura do roteiro por parte do elenco, ocorreu em 7 de abril de 2017 em Yeouido, Seul. Antes da série ser exibida, Park afirmou que o público poderia pensar na mesma como um "Love in the Moonlight de cinco anos depois", fazendo alusão a popular série da KBS2, estrelada por Park Bo-gum e Kim Yoo-jung, exibida em 2016.

## Recepção
Na tabela abaixo, os números azuis representam as audiências mais baixas e os números vermelhos representam as audiências mais elevadas.
| Episódio | Data de transmissão | Audiência média | Audiência média              | Audiência média | Audiência média              |
| Episódio | Data de transmissão | TNmS Ratings    | TNmS Ratings                 | AGB Nielsen     | AGB Nielsen                  |
| Episódio | Data de transmissão | Em todo o país  | Região Metropolitana de Seul | Em todo o país  | Região Metropolitana de Seul |
| -------- | ------------------- | --------------- | ---------------------------- | --------------- | ---------------------------- |
| 1        | 31 de maio de 2017  | 5.4%            | 5.6%                         | 6.9%            | 6.7%                         |
| 2        | 1 de junho de 2017  | 5.1%            | 5.2%                         | 5.7%            | 5.6%                         |
| 3        | 7 de junho de 2017  | 5.3%            | 5.5%                         | 6.5%            | 6.3%                         |
| 4        | 8 de junho de 2017  | 5.3%            | 5.6%                         | 6.5%            | 6.8%                         |
| 5        | 14 de junho de 2017 | 6.6%            | 7.0%                         | 6.9%            | 6.5%                         |
| 6        | 15 de junho de 2017 | 5.4%            | 5.5%                         | 6.1%            | 6.2%                         |
| 7        | 21 de junho de 2017 | 5.5%            | 5.6%                         | 5.2%            | 5.3%                         |
| 8        | 22 de junho de 2017 | 5.4%            | 5.7%                         | 5.4%            | 5.8%                         |
| 9        | 28 de junho de 2017 | 5.3%            | 5.5%                         | 4.7%            | 5.1%                         |
| 10       | 29 de junho de 2017 | 4.3%            | 4.9%                         | 4.4%            | 5.0%                         |
| 11       | 5 de julho de 2017  | 4.5%            | 5.3%                         | 4.4%            | 5.4%                         |
| 12       | 6 de julho de 2017  | 4.6%            | 4.8%                         | 4.6%            | 4.9%                         |
| 13       | 12 de julho de 2017 | 4.3%            | 4.4%                         | 4.3%            | 4.5%                         |
| 14       | 13 de julho de 2017 | 4.5%            | 5.2%                         | 4.7%            | 5.4%                         |
| 15       | 19 de julho de 2017 | 6.7%            | 7.0%                         | 6.7%            | 6.4%                         |
| 16       | 20 de julho de 2017 | 6.3%            | 6.5%                         | 6.3%            | 6.1%                         |
| 17       | 26 de julho de 2017 | 5.9%            | 6.1%                         | 6.5%            | 6.2%                         |
| 18       | 27 de julho de 2017 | 7.6%            | 7.3%                         | 7.7%            | 7.2%                         |
| 19       | 2 de agosto de 2017 | 6.6%            | 6.0%                         | 7.1%            | 6.2%                         |
| 20       | 3 de agosto de 2017 | 7.6%            | 6.8%                         | 7.6%            | 7.0%                         |
| Média    | Média               | 5.6%            | 5.8%                         | 5.9%            | 5.9%                         |

## Prêmios e indicações
| Ano  | Prêmio             | Categoria                                             | Beneficiário    | Resultado |
| ---- | ------------------ | ----------------------------------------------------- | --------------- | --------- |
| 2017 | Asia Artist Awards | Prêmio de Melhor Celebridade                          | Park Min-young  | Venceu    |
| 2017 | KBS Drama Awards   | Prêmio de Excelência, Ator em Drama de duração média  | Lee Dong-gun    | Venceu    |
| 2017 | KBS Drama Awards   | Prêmio de Excelência, Atriz em Drama de duração média | Park Min-young  | Indicado  |
| 2017 | KBS Drama Awards   | Melhor Ator Revelação                                 | Baek Seung-hwan | Indicado  |
| 2017 | KBS Drama Awards   | Melhor Atriz Revelação                                | Park Si-eun     | Indicado  |